# Eaton, Rushton
Eaton är en by i civil parish Rushton, i distriktet Cheshire West and Chester, i grevskapet Cheshire, i England. Byn är belägen 18 km från Chester. Eaton var en civil parish 1866–1936 när blev den en del av Rushton, Utkinton och Tarporley. Civil parish hade 353 invånare år 1931.